# Білополий Йосип Оксентійович
Йосип Оксентійович Білополий (3 квітня 1910, Григоро-Бригадирівка — 19 листопада 1984, Дніпропетровськ) — український радянський живописець; член Спілки радянських художників України з 1958 року.

## Біографія
Народився 3 квітня 1910 року в селі Григоро-Бригадирівці (тепер Кременчуцький район Полтавської області, Україна). Впродовж 1930—1934 років навчався у Дніпропетровському художньо-педагогічному технікумі (викладачі Михайло Панін, Олексій Вандаловський, В. В. Корнєв). Брав участь у німецько-радянській війні. 
Мешкав у Дніпропетровську, в будинку на проспекті Гагаріна № 73. Помер в Дніпропетровську 19 листопада 1984 року.

## Творчість
Працював у галузі станкового живопису в жанрі портрета, пейзажу, натюрморту. Серед робіт:
портрети
- «Українка» (1938);
- «Герой Радянського Союзу Павло Антонович Риндін» (1947; Дніпровський художній музей);
- «Народний артист УРСР Антін Опанасович Хорошун» (1953);
- «Старий більшовик А. Н. Верещанський» (1957);
- «Член Січеславської просвіти Прокіп Никифорович Якименко» (1958);
- «Будівельник Придніпровської ГРЕС С. Д. Закатов» (1960);
- «Володимир Ілліч Ленін» (1961, 1964);
- «Керівник бригади комуністичної праці заводу імені Карла Лібкнехта сталевар П. П. Птиченко» (1963);
- «А. Казакевич» (1977);
- «Володимир Ілліч Ленін у кабінеті»;
- «Григорій Іванович Петровський»;
- «Письменник Іван Максимович Шаповал»;
- «Мистецтвознавець Микола Пимонович Скрипник»;
- «Дівчина з соняшниками»;
- «Думи про минуле (Дід Махорка)»;
- «Тетяна Якимівна Пата»;
- «Фелікс Едмундович Дзержинський»;
- «Автопортрет»;
- «Жіночий портрет»;
- «Дідусь»;

пейзажі
- «Хмурий день» (1961);
- «Вечір» (1963);
- «Лелеки на хаті»;
- «На Полтавщині»;
- «Старі Сорочинці»;
- «Музей Гоголя в Сорочинцях»;
- «Мряка»;
- «Придніпровськ»;
- «Ранок на Азовському морі»;
- «Вечір у Сорочинцях»;
- «Озимина»;
- «Захід сонця»;
- «Надвечір»;
- «На Азові»;
- «Ранок»;
- «Прибій»;
- «Берег Азовського моря»;
- «Весна»;

натюрморти
- «Бузок»;
- «Півонії»;
- «Біля вікна»;
- «Троянди»;
- «Раки».

Брав участь у виставках з 1934 року (Дніпропетровськ), в обласних і всеукраїнських з 1947 року. Персональна виставка відбулася у Дніпропетровську у 1960 році.